# Acronicta grotei
Acronicta grotei är en fjärilsart som beskrevs av Butler 1893. Acronicta grotei ingår i släktet Acronicta och familjen nattflyn. Inga underarter finns listade i Catalogue of Life.